# تاريخ اليهود في نيوزيلندا

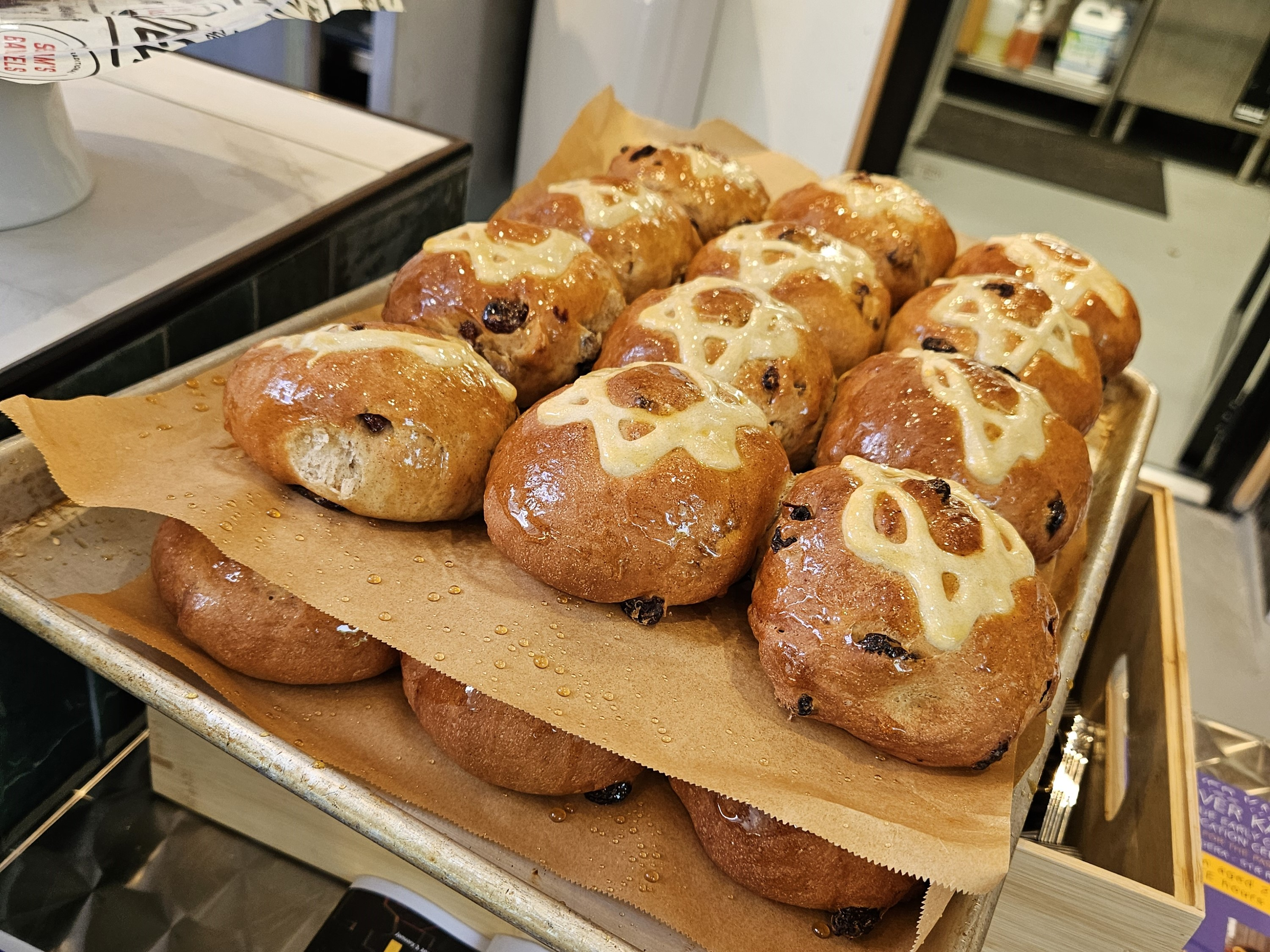
كعكات الساخنة بتصميم نجمة داود تُباع في متجر كوشر ديلي التابع للكنيسة العبرية في أوكلاند في ريمويرا، أوكلاند.

كان المستوطنون اليهود الأوائل في نيوزيلندا تجارًا يهودًا بريطانيين. تبعهم أعداد صغيرة من المهاجرين اليهود البريطانيين، كان بعضهم مدعومًا من قبل جمعية خيرية يهودية في لندن كانت مهمتها رعاية الشباب الفقراء والأيتام في المجتمع. أراد المتبرعون من هؤلاء المهاجرين اليهود «المدعومين» أن يكونوا أعضاءً متدينين في الجالية اليهودية الوليدة في ويلينغتون، والتي أُرسل إليها زعيم الأعمال الإنجليزي المحترم أبراهام هورت، الأب من لندن للتنظيم على غرار المبادئ الدينية في لندن. جعلت صعوبات الحياة في مستعمرة نيوزيلندا البدائية، إلى جانب معدلات التزاوج المختلط المرتفعة تاريخياً، الحفاظ على الالتزام الديني الصارم أمرًا صعبًا في أي من التجمعات الجديدة.
بعد أنباء حمى الذهب، تدفق المهاجرون اليهود من أراضٍ جديدة مثل ألمانيا، ثم غادروا بعد انتهاء فترة الازدهار. واجه هؤلاء المهاجرون وغيرهم من القادمين من أوروبا الشرقية سياسة هجرة صارمة بصورة متزايدة طوال فترة نهاية القرن التاسع عشر ومنتصف القرن العشرين، لكن اليهود النيوزيلنديين وأحفادهم استمروا بتقديم المساهمات في مجال الأعمال التجارية، والطب، والسياسة، ومجالات أخرى من حياة المجتمع النيوزيلندي، وعلى أعلى المستويات، واستمر نطاق ممارسة الشعائر الدينية اليهودية في المجتمعات في كامل أنحاء البلاد. بينما شهدت نيوزيلندا العديد من الحوادث المعادية للسامية في العقود الأخيرة، كان رد الحكومة والشعب سريعًا و واضحًا.

## المهاجرون الأوائل
وصل جول صامويل بولاك، أشهر المهاجرين وأكثرهم نفوذاً، إلى نيوزيلندا في عام 1831. افتتح بولاك، وهو يهودي من أصل إنجليزي، متجرًا عامًا في كوروراريكا في خليج الجزر، بكونه تاجرًا أكسبه احترامه لحضارة شعب الماوري، وفقًا للتقليد الذي اتبعه «يهود الموانئ» الأوروبيين لقرونٍ عدة، طريقًا مميزًا وبعد نظر.
كان جون إسراييل مونتفيور، يهوديًا من أصل إنجليزي، وقد غادر سيدني، في أستراليا متوجهاً إلى نيوزيلندا في أكتوبر عام 1831. وأصبح تاجراً في تاورانجا وكوروراريكا، وفي أوكلاند، لاحقًا، حيث ظهر بشكل بارز في الشؤون المدنية.
بعد عودته لفترة وجيزة إلى إنجلترا في عام 1837، كتب بولاك كتابين مشهورين عن رحلاته في نيوزيلندا بين عامي 1831 و1837. كانت كتبه بالإضافة إلى كونها أدلة سفر مسليةٍ بنكهةٍ جديدة (قلوب النخيل، على سبيل المثال)، ومشاهدًا وأصواتًا (وشم الماوري، والطيور الغريبة)، إلخ، بمثابة صرخة استنفار بالنسبة للتطور التجاري، وتحديداً بالنسبة لإنتاج الكتان الذي اعتقد انه عمل معقول ضمن نطاق مربح.
في عام 1838، حذر بولاك في شهادة له في عملية التحقيق التي أجراها مجلس اللوردات في قضية جزر نيوزيلندا، من أن الاستيطان الأوروبي غير المنظم من شأنه أن يدمر حضارة شعب الماوري، ودعا إلى الاستعمار المنظم. مُهد الطريق للاستعمار والمهاجرين الشرعيين الأوائل، مع توقيع معاهدة وايتانغي في 6 فبراير عام 1840. توقعت الحكومة البريطانية وشركة نيوزيلندا المضاربة، والتي كان من بين داعميها الماليين عائلة غولدسميد اليهودية الإنجليزية الثرية (وكان توقعًا خاطئًا، كما اتضح، على الأقل في العقود القليلة التالية) أن قيمة الأرض ستزداد، وشجعوا تدفق المهاجرين المدعومين الذي كان غالبيتهم إنجليزًا واسكتلنديين.
وصل أبراهام هورت جونيور، الذي تربطه ببنك موكاتا وغولدسميد روابط تجارية وعائلية، إلى ويلينغتون على متن باركيه أورينتل في 31 يناير عام 1840 برفقة الشقيقين سليمان وبنجامين ليفي، الذي كان قد وظّفهما كصانعي كبائن. كانت هذه هي الأسماء اليهودية الأولى التي يمكن التعرف عليها في هذه الموجة المبكرة من عملية الاستيطان ما بعد المعاهدة.
سرعان ما عرفت أعمال هورت وريادته المدنية في المستعمرة الجديدة. ففي غضون أشهر من وصوله، انتخب كأحد عريفي قوى الشرطة الوليدة في ويلينغتون. وأصبح هورت أحد المنظمين في بواكير الشؤون المدنية في ويلينغتون، لليهود وغير اليهود.
كان ديفيد ناثان رجل أعمال ومتبرع مهم في أوكلاند، وربما اشتهر بتأسيسه لشركة إل. دي. ناثان. وشركائه. غادر سيدني متوجهاً إلى خليج الجزر على متن سفينة من طراز آخيل في 21 فبراير عام 1840.
كان ناثانيل وليام ليفين مهاجرًا مبكرًا آخر، أصبح تاجرًا بارزًا وسياسيًا في ويلينغتون. وصل إلى ويلينغتون في 30 مايو عام 1841 على متن سفينة من طراز أراكني.

## العوامل الاقتصادية والدينية لهجرة اليهود البريطانيين الباكرة
رأى أبراهام هورت الأب، وهو والد هورت، في نيوزيلندا ملاذًا ممكنًا لليهود البريطانيين الفقراء وملجأً محتملًا لليهود المضطهدين في أوروبا الشرقية والمناطق الأخرى. أشرف مستشفى اليهود (نيفيه زيداك)، الذي دعمته عائلة غولدسميد على نحو كبير، على هجرة امرأتين يهوديتين في عام 1841 على متن باركيه بيرمان: وهما إليزابيث ليفي (شقيقة الأخوين ليفي)، وإيستر سليمان التي أُرسلت لتتزوج أحد الأخوين.
طُرحت القوانين التي تمنح اليهود المزيد من الحقوق المدنية في إنجلترا ورُفضت مرارًا وتكرارًا، وقد استمر تصوير اليهود بقوالب نمطية عنصرية في القرن التاسع عشر. كان من بين وعود هجرة اليهود أن نقص القوى العاملة من شأنه أن يحقق تكافؤ الفرص بين الأعراق.

## المراسم اليهودية الأولى
كان أول احتفال يهودي في نيوزيلندا هو زواج رجل الأعمال ديفيد ناثان من روزيتا إيرنز، أرملة الكابتن مايكل إيرنز، في 31 أكتوبر عام 1841. كان ولادة ابنتهما، سارة ناثان، التي ولدت في 10 يناير عام 1843، أول ولادة يهودية معروفة في نيوزيلندا. كان الحفل الثاني، زواج إيستر سليمان وبنجامين ليفي في 1 يونيو عام 1842 في ويلينغتون، وفقًا لعقد كتوبة باللغة العبرية، وكان شهوده ألفريد هورت (أحد أبناء أبراهام هورت الأب) و ناثانيل وليام ليفين وهو مهاجر يهودي مبكر آخر. سرعان ما تزوج ليفين، الذي سميت بلدة ليفين باسمه لاحقًا، من جيسي، ابنة هورت الأب، ما زاد من روابط المجموعة الصغيرة من يهود ويلينغتون الأوائل.
في بدايات عام 1843، وصل أبراهام هورت الأب إلى ويلينغتون، حيث قام بتنظيم وترقية الجالية اليهودية، بموافقة الحاخام الأكبر في لندن. أحضر هورت معه ديفيد إسحاق، وهو أيضًا من خريجي مستشفى اليهود. عمل إسحاق كموهل (لأداء الختان)، وشوكيت (جزار الكوشر) وحزان (قائد جوقة الترتيل / قائد عادي للخدمات). أُديت أولى الطقوس الدينية بعد فترة وجيزة، في 7 يناير عام 1843. وبعد بضعة أشهر، احتفلت الجالية الجديدة بميلاد الطفل الأول لبنجامين وإيستر، هنري إيمانويل ليفي، وهو ما وثقه هورت في سلسلة من الرسائل المرسلة إلى صحيفة زا جويش كرونيكل ( أول صحيفة يهودية في لندن في ذلك الوقت).
طلب هورت بالنيابة عن الجالية، قطعة أرض لإقامة معبد يهودي وقطعة أرض لإقامة مقابر يهودية، مقدمًا نفسه كأحد الأوصياء. رفض الطلب من الأصل، وردت الحكومة بأنها لا تملك الصلاحية.
كانت وفاة ابن ليفي الثاني، البالغ من العمر ثمانية أشهر في عام 1845، كما كتب هورت في صحيفة كرونيكل، «أول جثة يهودية» و «أول دفن يهودي» في المقبرة اليهودية الجديدة. خلال أوائل الأربعينيات من القرن التاسع عشر، كشفت رسائل هورت إلى صحيفتي زا جويش كرونيكل و ز افويس أوف جيكوب عن صعوبة الحفاظ على مجتمع يهودي بالكاد يمكنه جمع المينيان، بسبب الحاجة لكسب لقمة العيش، والتذمر من قلة أصحاب المتاجر من اليهود الذين يحترمون يوم السبت ويغلقون أبوابهم، ناهيك عن الاحتفال بالأعياد اليهودية بالشكل الصحيح. كان لمجزرة ماوري، والتهديد بإجبار الجميع على خدمة الميليشيات، والصعوبة الشديدة في كسب لقمة العيش، أثرها على المجتمع الصغير. سرعان ما أفسحت العزلة الطريق إلى التزاوج المختلط. حيث تزوج سليمان ليفي بسرعة من جين هارفي، وهي مسيحة بالغة من العمر 14 عامًا كانت زميلة ملاحة لإيستر سليمان وإليزابيث ليفي. على الرغم من أن واحدًا فقط من أطفال ليفي الثمانية الباقين على قيد الحياة اختار اليهودية كدينٍ له، ساعد ليفي في إنشاء أول معبد يهودي في ويلينغتون وعلم اللغة العبرية للأطفال اليهود لسنوات عديدة.